# سرکیس آسادوریان

سرکیس آسادوریان (زادهٔ ۲۲ مهٔ ۱۹۴۸) شمشیرباز ارمنی‌تبار اهل ایران است که در مسابقات انفرادی و گروهی اپه و فلوره بازی‌های المپیک تابستانی ۱۹۷۶ حضور داشت.
وی از سال ۱۹۶۸ تا ۱۹۸۰ میلادی (۱۳۴۷ تا ۱۳۵۹ خورشیدی) به مدت ۱۲ سال قهرمان ایران بود و در سال ۱۹۷۳ (۱۳۵۲) با شرکت در مسابقات آسیایی مقام چهارم این مسابقات را از آن خود کرد. وی در سال ۱۹۷۴ (۱۳۵۳) نیز در مسابقات آسیایی تهران به مقام قهرمانی رسید و در المپیک مونترال کانادا در میان ۱۰۰۰ شرکت کننده مقام بیست و چهارم را کسب نمود.